# Wallfahrtskirche hl. Maria am Bichele

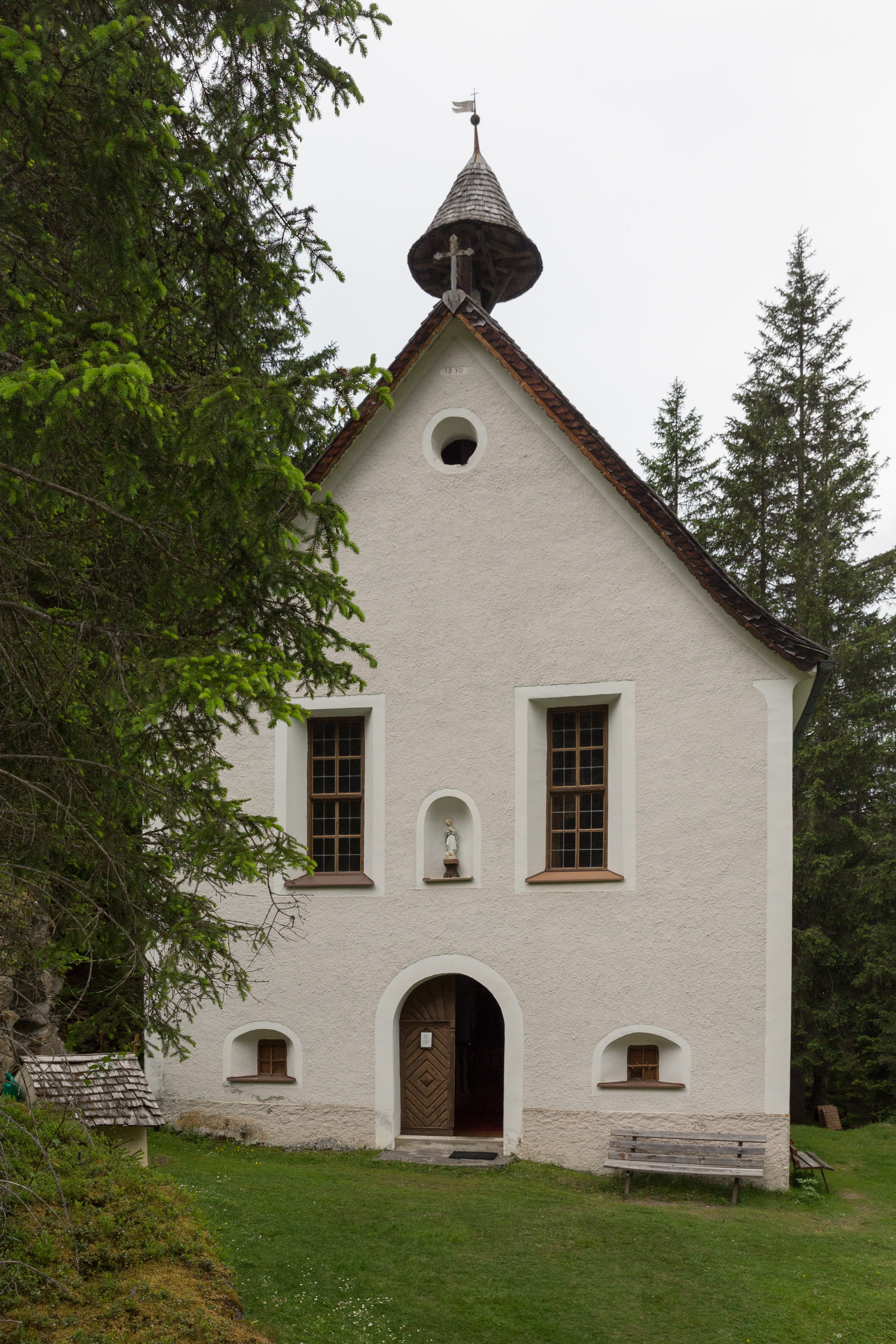
Wallfahrtskirche hl. Maria am Bichele

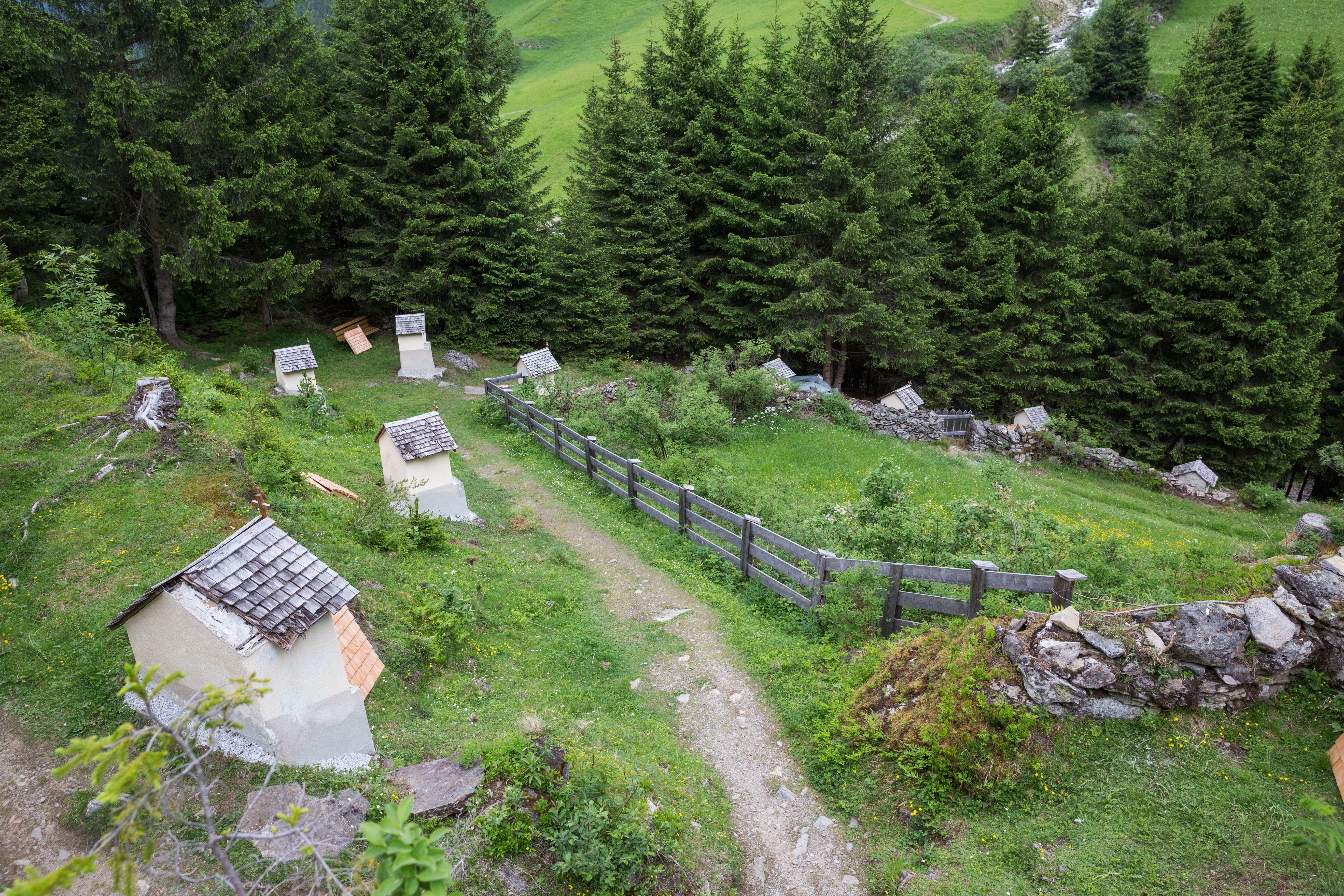
Die 14 Kreuzwegstationen am Hang unterhalb der Kirche

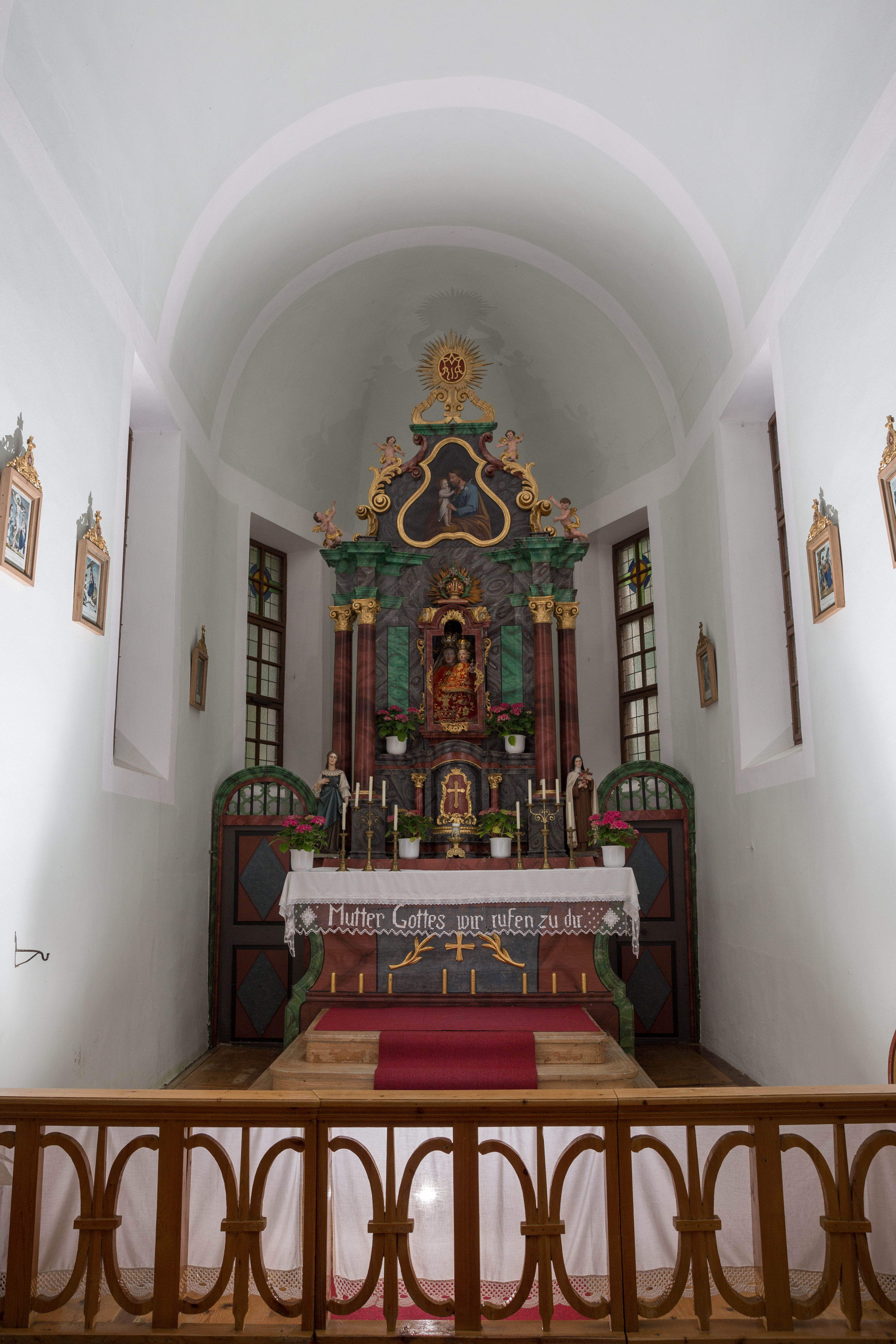
Der Hochaltar

Die Wallfahrtskirche hl. Maria am Bichele ist eine Wallfahrtskirche in der Gemeinde St. Leonhard im Pitztal, Tirol. Das Gebäude steht unter Denkmalschutz.

## Lage
Die Kirche liegt am westlichen Talhang oberhalb der Pitze zwischen den Orten St. Leonhard und Piösmes auf einer leichten Erhebung. Von der Pfarrkirche St. Leonhard im Pitztal ist sie in etwa 15 Gehminuten erreichbar.

## Geschichte
Ausgangspunkt für die Errichtung der Wallfahrtskirche im Jahr 1828 war die Befürchtung des als Kurat in St. Leonhard tätigen Seelsorgers Josef Neururer, die Pfarrkirche könne aufgrund des unruhigen Untergrunds baufällig und eine Ersatzkirche damit notwendig werden. Vor der Wallfahrtskirche befand sich am selben Standort bereits im 17. Jahrhundert eine Kapelle, die aus Anlass einer Wallfahrtslegende aus 1610 entstand. In dieser Legende soll einem Bettler namens Michel eine Engelserscheinung erschienen sein, die ihn aufforderte, bei St. Leonhard nach der Muttergottes zu suchen. Der Bettler soll nach langer Suche eine kleine, auf einem Baumstock sitzende Statue der Muttergottes gefunden haben. In der Nähe des Fundortes wurde dann auch die Kapelle errichtet, die später bei der Errichtung der Wallfahrtskirche demoliert wurde. Im frühen 21. Jahrhundert wurde die Kirche nach einem Lawinenabgang restauriert.

## Architektur
Die Kirche ist ein schlichter Bau mit einem Tonnengewölbe im langen und hohen Schiff und einem deutlich kleineren Altarraum mit dreiseitig schließendem Chor. Auf dem geschmiegten Satteldach wurde ein kleiner, offener Dachreiter angebracht. An den beiden zur Kirche hinaufführenden Pilgerwegen stehen Bildstöcke mit den 14 Kreuzwegstationen und den „fünf Geheimnissen des Schmerzhaften Rosenkranzes“. Die Reliefs der Bildstöcke wurden vom einheimischen Künstler Matthias Neururer geschaffen.

## Ausstattung
Der viersäulige Hochaltar wurde 1830 mit spätbarocken Stilanklängen errichtet. Der Altar birgt Georg Tinkhauser zufolge auch jene geschnitzte Muttergottesstatue aus dem 17. Jahrhundert, die Anlass für den Bau der ersten Kapelle war. Das Gemälde im Aufsatz zeigt den hl. Josef, auf der Mensa stehen Figuren der hll. Notburga und Theresia.
Die Seitenaltäre beherbergen verzierte Schreine, in denen die Reliquien der hll. Victoria und Bonifatius aufbewahrt werden. Sie wurden vom Bauherren  Josef Neururer in Rom erworben, ihre Echtheit durch eine von Kardinal Placido Zurla unterschrieben Urkunde vom 26. März 1830 bestätigt. Auf Konsolen an den Seitenwänden befinden sich spätbarocke Statuen, an der linken Wand die Maria Immaculata, rechts der hl. Johannes Nepomuk. Beide wurden um 1770 angefertigt, vermutlich von Mitgliedern der Imster Künstlerfamilie Witwer. Die Darstellung des hl. Nepomuk ist insofern bemerkenswert, als dass nicht die normale Darstellung als Priester verwendet wurde, sondern das Motiv des Pilgers mit Rosenkranz am Gürtel und Madonna auf dem Schulterkragen Anwendung fand. An der Rückwand der Kirche hängt eine Kopie des alten Votivbildes mit der Entstehungslegende.